# Ron Silver
Ron Silver (Nueva York, 2 de julio de 1946-15 de marzo de 2009) fue un actor de televisión y cine estadounidense, ganador de un premio Tony.

## Biografía
Sus varios trabajos y contribuciones al campo de la actuación lo han hecho merecedor del Premio Tony Award como el Mejor Actor. Ha interpretado una versión ficticia de sí mismo en la comedia Heat Vision and Jack, la cual nunca fue estrenada. Es un miembro fundador de Creative Coalition. Uno de sus trabajos más famosos fue en la taquillera película Timecop, cuyo papel fue el antagónico al del personaje principal, interpretado por el actor belga Jean-Claude Van Damme.
Ron Silver creció en el este de Manhattan y estudió en la prestigiosa escuela de Stuyvesant. Luego de su graduación, fue a la Universidad de Buffalo, donde se tituló con grado de Bachiller en Español y Chino, y con una maestría de la Historia China, de la Universidad de San John.
Entre 1991 a 2000, fue el presidente de la Asociación de Equidad Actoral (inglés: Actors' Equity Association).

## Trabajos
| Películas - Semi-Tough (1977) - Word of Honor (1981) - Silent Rage (1982) - Best Friends (1982) - El ente (1982) - Lovesick (1983) - Silkwood (1983) - Garbo Talks (1984) - Oh, God! You Devil (1984) - Eat and Run (1987) - Fellow Traveller (1989) - Enemigos, una historia de amor (Enemies, a Love Story) (1989) - Blue Steel (1990) - Reversal of Fortune (1990) - Forgotten Prisoners (1990) - Married to It (1991) - Blind Side (1992) - Live Wire (1992) - Mr. Saturday Night (1992) - Lifepod (1993) - Timecop (1994) - Deadly Outbreak (1995) - The Arrival (1996) - Esqueletos (1997) - White Raven (1998) - Bruiser (2000) - Ratz (2000) - Festival in Cannes (2001) - Alí (2001) - Exposure (2002) - Master Spy: The Robert Hanssen Story (2002) - Spliced (2002) - Jack (2004) - FahrenHYPE 9/11 (2004) - Find Me Guilty (2006) - The Ten (2007) - A Secret Promise (2009) | Televisión - Crossing Jordan - The Practice - Chicago Hope - Law & Order - Rockford Files - McMillan & Wife - Rhoda - Hill Street Blues - Skin - Kane & Abel - Almost Golden: The Jessica Savitch Story - Veronica's Closet - The Stockard Channing Show - Heat Vision and Jack - Billionaire Boys Club - The West Wing - Wiseguy Teatro - Hurlyburly - Speed The Plow (Tony and Drama Desk Awards) - Social Security Actor de voz - American Pastoral - The Plot Against America - I Married a Communist - Portnoy's Complaint |  |